# 617 (číslo)
Šest set sedmnáct je přirozené číslo. Následuje po čísle šest set šestnáct a předchází číslu šest set osmnáct. Římskými číslicemi se zapisuje DCXVII a řeckými číslicemi χιζ.

## Matematika
617 je:
- Deficientní číslo
- Prvočíslo
- Šťastné číslo

## Astronomie
- (617) Patroclus je binární planetka ze skupiny Trojánů, kterou objevil v roce 1906 August Kopff

## Roky
- 617
- 617 př. n. l.